# Diogo Rodrigues

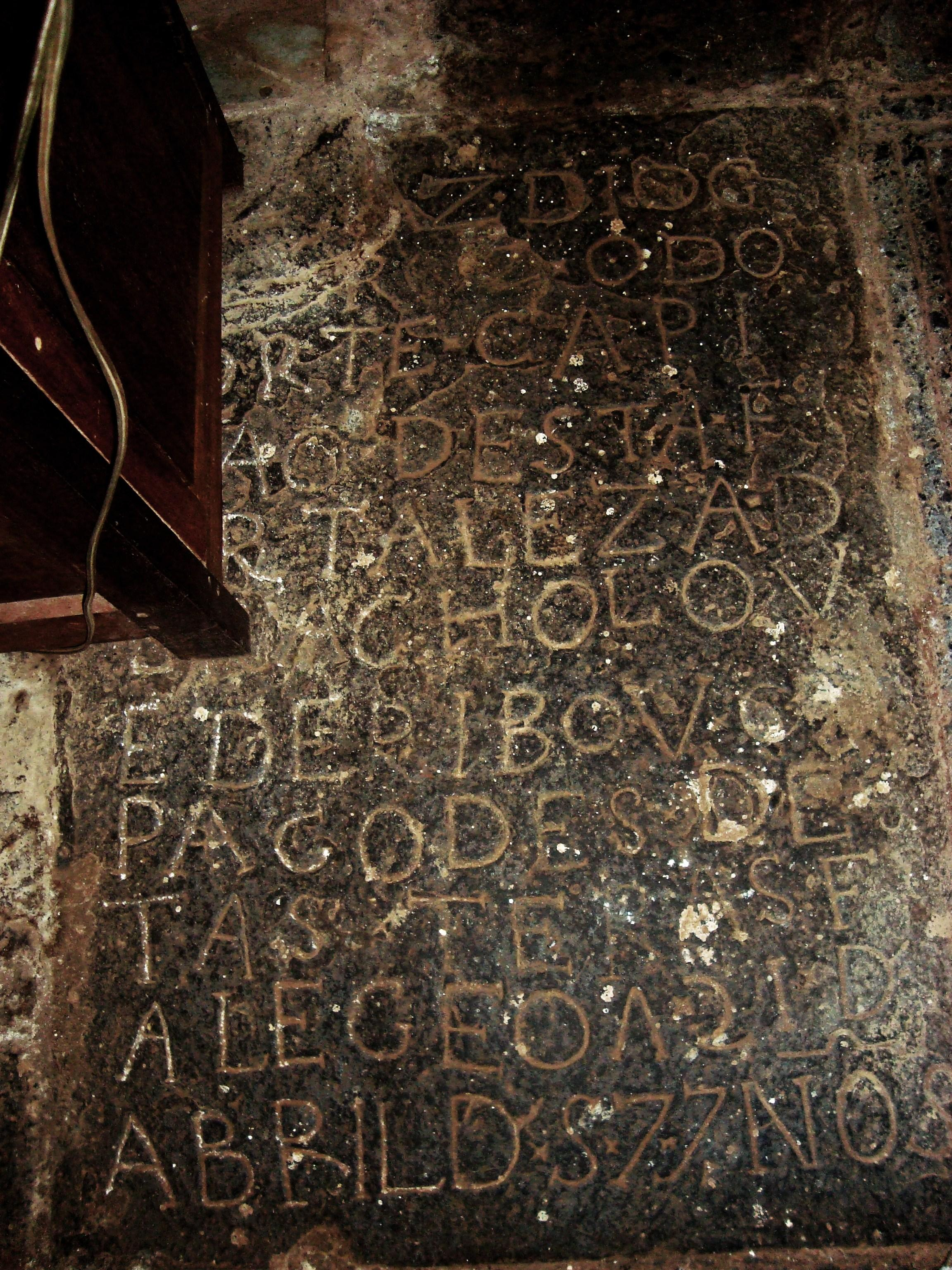
Grab von Rodrigues (2012)

Diogo Rodrigues de Azevedo, auch Rodriguez oder Roys (* nach 1500 in Portugal; † 21. April 1577 in Goa, Indien) war ein portugiesischer Seefahrer, Entdecker und Kolonialherr in Indien.

## Leben
Diogo Rodrigues fuhr als Steuermann mit der Flotte Pedro Mascarenhas nach Indien.
Dabei segelten sie vom Kap der Guten Hoffnung ostwärts in kaum bekannte Gewässer die neue Route nach Goa. 1538 entdeckte Rodrigues bei einer solchen Fahrt entlang der Inselgruppe der Maskarenen die nach ihm benannte Insel Rodrigues.
Später blieb Rodrigues in Indien, lernte die Landessprache, war Kommandant des Forts von Goa und Gouverneur der Insel Salsette (später Mumbai). Auch bei der Verteidigung der Festung Diu unter João de Castro und deren Wiederaufbau war er beteiligt. Im Zuge der Christianisierung von Goa ließ er 1567 Hindutempel und neun Pagoden zerstören. Auf seinem Grabstein in Goa steht: Hier liegt Diogo Rodrigues, (genannt) „o do forte – der aus dem Fort“, Kapitän des Forts, der die Pagoden dieses Territoriums zerstörte. Er starb am 21. April 1577.